# Model d'aigua

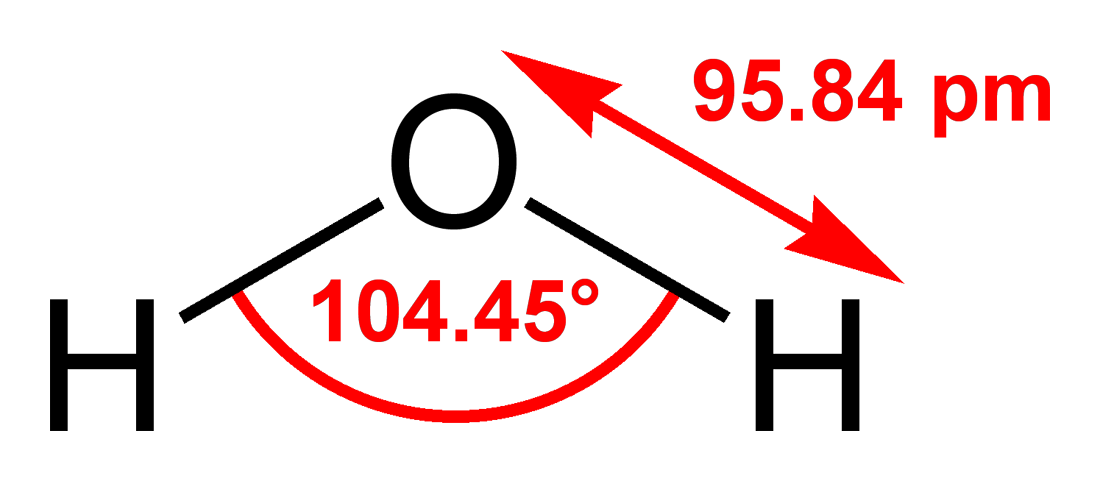
Un model d'aigua es defineix per la seva geometria, juntament amb altres paràmetres com les càrregues atòmiques i els paràmetres de Lennard-Jones.

En química computacional, s'utilitza un model d'aigua per simular i calcular termodinàmicament grups d'aigua, aigua líquida i solucions aquoses amb dissolvent explícit, sovint utilitzant dinàmica molecular o mètodes de Montecarlo. Els models descriuen forces intermoleculars entre molècules d'aigua i es determinen a partir de la mecànica quàntica, la mecànica molecular, els resultats experimentals i aquestes combinacions. Per imitar la naturalesa específica de les forces intermoleculars, s'han desenvolupat molts tipus de models. En general, aquests es poden classificar per les tres característiques següents; (i) el nombre de punts o llocs d'interacció, (ii) si el model és rígid o flexible, i (iii) si el model inclou efectes de polarització.
Una alternativa als models explícits d'aigua és utilitzar un model de solvació implícit, també anomenat model continu. Exemples d'aquest tipus de model inclouen el model de solvació COSMO, el model continu polarizable (PCM) i els models de solvació híbrid.

## Models senzills d'aigua
Els models rígids es consideren els models d'aigua més simples i es basen en interaccions no vinculades. En aquests models, les interaccions d'enllaç es tracten implícitament per restriccions holonòmiques. La interacció electroestàtica es modela mitjançant la llei de Coulomb, i les forces de dispersió i repulsió utilitzant el potencial de Lennard-Jones. El potencial de models com TIP3P (potencial intermolecular transferible amb 3 punts) i TIP4P està representat per
{\displaystyle E_{ab}=\sum _{i}^{{\text{on }}a}\sum _{j}^{{\text{on }}b}{\frac {k_{C}q_{i}q_{j}}{r_{ij}}}+{\frac {A}{r_{\text{OO}}^{12}}}-{\frac {B}{r_{\text{OO}}^{6}}},}
on kC, la constant electroestàtica, té un valor de 332,1 Å·kcal/(mol·e²) en les unitats que s'utilitzen habitualment en el modelatge molecular; qi i qj són les càrregues parcials relatives a la càrrega de l'electró; rij és la distància entre dos àtoms o llocs carregats; i A i B són els paràmetres de Lennard-Jones. Els llocs carregats poden estar en els àtoms o en llocs ficticis (com ara parells solitaris). En la majoria de models d'aigua, el terme Lennard-Jones s'aplica només a la interacció entre els àtoms d'oxigen.
La figura següent mostra la forma general dels models d'aigua de 3 a 6 llocs. Els paràmetres geomètrics exactes (la distància OH i l'angle HOH) varien segons el model.

## 2-llocs
S'ha demostrat que un model d'aigua de 2 llocs basat en el familiar model SPC de tres llocs (vegeu més avall) prediu les propietats dielèctriques de l'aigua mitjançant la teoria del fluid molecular renormalitzat al lloc.

## 3 llocs
Els models de tres llocs tenen tres punts d'interacció corresponents als tres àtoms de la molècula d'aigua. Cada lloc té una càrrega puntual, i el lloc corresponent a l'àtom d'oxigen també té els paràmetres de Lennard-Jones. Com que els models de 3 llocs aconsegueixen una alta eficiència computacional, aquests s'utilitzen àmpliament per a moltes aplicacions de simulacions de dinàmica molecular. La majoria dels models utilitzen una geometria rígida que coincideix amb la de les molècules d'aigua reals. Una excepció és el model SPC, que assumeix una forma tetraèdrica ideal (angle HOH de 109,47°) en lloc de l'angle observat de 104,5°.
La taula següent enumera els paràmetres d'alguns models de 3 llocs.
|                      | TIPS   | SPC    | TIP3P  | SPC/E   |
| -------------------- | ------ | ------ | ------ | ------- |
| r (OH), Å            | 0,9572 | 1.0    | 0,9572 | 1.0     |
| HOH, graus           | 104,52 | 109.47 | 104,52 | 109.47  |
| A, 103 kcal Å12 /mol | 580,0  | 629,4  | 582,0  | 629,4   |
| B, kcal Å6 /mol      | 525,0  | 625,5  | 595,0  | 625,5   |
| q (O)                | −0,80  | −0,82  | −0,834 | −0,8476 |
| q (H)                | +0,40  | +0,41  | +0,417 | +0,4238 |

El model SPC/E afegeix una correcció mitjana de polarització a la funció d'energia potencial:
{\displaystyle E_{\text{pol}}={\frac {1}{2}}\sum _{i}{\frac {(\mu -\mu ^{0})^{2}}{\alpha _{i}}},}
on μ és el moment dipolar elèctric de la molècula d'aigua polaritzada efectivament (2,35 D per al model SPC/E), μ0 és el moment dipolar d'una molècula d'aigua aïllada (1,85 D de l'experiment) i α i és una constant de polarització isòtropa, amb un valor de 1,608×10−40 F·m2. Com que les càrregues del model són constants, aquesta correcció només resulta en afegir 1,25 kcal/mol (5,22 kJ/mol) a l'energia total. El model SPC/E dóna com a resultat una millor densitat i constant de difusió que el model SPC.
El model TIP3P implementat al camp de força CHARMM és una versió lleugerament modificada de l'original. La diferència rau en els paràmetres de Lennard-Jones: a diferència de TIP3P, la versió CHARMM del model també col·loca els paràmetres de Lennard-Jones als àtoms d'hidrogen, a més de l'oxigen. Els càrrecs no es modifiquen. El model de tres llocs (TIP3P) té un millor rendiment en el càlcul de calors específiques.

### Model d'aigua SPC flexible

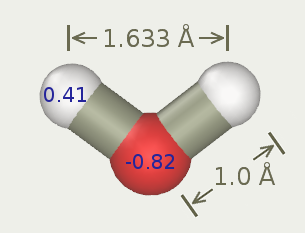
Model d'aigua SPC flexible

El model d'aigua de càrrega puntual simple flexible (o model d'aigua SPC flexible) és una re-parametrització del model d'aigua SPC de tres llocs. El model SPC és rígid, mentre que el model SPC flexible és flexible. En el model de Toukan i Rahman, l'estirament O–H es fa anharmònic i, per tant, el comportament dinàmic està ben descrit. Aquest és un dels models d'aigua de tres centres més precisos sense tenir en compte la polarització. En simulacions de dinàmica molecular dóna la densitat correcta i la permitivitat dielèctrica de l'aigua.
SPC flexible s'implementa als programes MDynaMix i Abalone.

## 4 llocs
Els models de quatre llocs tenen quatre punts d'interacció afegint un àtom simulat a prop de l'oxigen al llarg de la bisectriu de l'angle HOH dels models de tres llocs (etiquetat M a la figura). L'àtom simulat només té una càrrega negativa. Aquest model millora la distribució electroestàtica al voltant de la molècula d'aigua. El primer model que va utilitzar aquest enfocament va ser el model Bernal-Fowler publicat el 1933, que també pot ser el primer model d'aigua. Tanmateix, el model BF no reprodueix bé les propietats a granel de l'aigua, com ara la densitat i la calor de vaporització, i per tant només té interès històric. Això és una conseqüència del mètode de parametrització; models més nous, desenvolupats després que els ordinadors moderns estaven disponibles, es van parametritzar executant Metropolis Monte Carlo o simulacions de dinàmica molecular i ajustant els paràmetres fins que les propietats a granel es reproduïssin prou bé.

## 5 llocs
Els models de 5 llocs col·loquen la càrrega negativa en àtoms ficticis (etiquetats L) que representen els parells solitaris de l'àtom d'oxigen, amb una geometria semblant a un tetraèdric. Un dels primers models d'aquests tipus va ser el model BNS de Ben-Naim i Stillinger, proposat el 1971, aviat va succeir pel model ST2 de Stillinger i Rahman el 1974. Principalment a causa del seu cost computacional més elevat, els models de cinc llocs no es van desenvolupar gaire fins a l'any 2000, quan es va publicar el model TIP5P de Mahoney i Jorgensen. En comparació amb models anteriors, el model TIP5P dóna com a resultat millores en la geometria del dímer d'aigua, una estructura d'aigua més "tetraèdrica" que reprodueix millor les funcions de distribució radial experimental de la difracció de neutrons i la temperatura de densitat màxima de l'aigua. El model TIP5P-E és una reparametització de TIP5P per utilitzar-lo amb sumes d'Ewald.

## 6 llocs
Dissenyat originalment per estudiar sistemes d'aigua/gel, Nada i van der Eerden van desenvolupar un model de 6 llocs que combina tots els llocs dels models de 4 i 5 llocs. Com que tenia una temperatura de fusió molt alta quan s'utilitzava en condicions electroestàtiques periòdiques (suma d'Ewald), més tard es va publicar una versió modificada optimitzada utilitzant el mètode d'Ewald per estimar la interacció de Coulomb.